# Lisiak (Górowo Iławeckie)
Lisiak (deutsch Elisenhof) ist ein Ort in der polnischen Woiwodschaft Ermland-Masuren und gehört zur Landgemeinde Górowo Iławeckie (Landsberg) im Powiat Bartoszycki (Kreis Bartenstein).

## Geographische Lage
Lisiak liegt im Nordwesten der Woiwodschaft Ermland-Masuren, jeweils 20 Kilometer südwestlich der heute auf russischem Gebiet gelegenen früheren Kreisstadt Preußisch Eylau (russisch Bagrationowsk) bzw. der heutige Kreismetropole Bartoszyce (deutsch Bartenstein).

## Geschichte
1835 ist das Gründungsjahr des kleinen Orts Eliesenhof, dessen Namensschreibung nach 1910 Elisenhof war. Als Vorwerk gehörte er zunächst zum Gutsbezirk Sieslack (polnisch Piaseczno) im ostpreußischen Kreis Preußisch Eylau. Am 28. Februar 1888 wurde das Vorwerk Elisenhof aus dem Gutsbezirk Sieslack in den Gutsbezirk Sallwarschienen (1916 bis 1945: Salwarschienen, polnisch Kanie Iławeckie) umgegliedert.
Im Jahre 1910 zählte Elisenhof 73 Einwohner.
Im Zusammenhang der Abtretung des gesamten südlichen Ostpreußen kam Elisenhof 1945 in Kriegsfolge zu Polen. Der Ort erhielt die polnische Namensform „Lisiak“. Seit 1978 gehört er zum Nachbarort Pieszkowo (Petershagen) in der Gmina Górowo Iławeckie (Landgemeinde Landsberg) im Powiat Bartoszycki (Kreis Bartenstein), von 1975 bis 1998 der Woiwodschaft Olsztyn, seither der Woiwodschaft Ermland-Masuren zugehörig.

## Religion
Bis 1945 war Elisenhof in das Kirchspiel der evangelischen Kirche Petershagen (Pieszkowo) in der Kirchenprovinz Ostpreußen der Kirche der Altpreußischen Union eingegliedert. Lisiak gehört jetzt zur römisch-katholischen St.-Maria-Magdalenen-Kirche in Pieszkowo im Dekanat Górowo Iławeckie (Landsberg) im Erzbistum Ermland.

## Verkehr
Lisiak liegt an einer Nebenstraße, die die polnische Woiwodschaftsstraße 512 (ehemalige deutsche Reichsstraße 142) bei Spytajny (Spittehnen) mit der Woiwodschaftsstraße 511 (Reichsstraße 134) bei Pieszkowo (Petershagen) verbinden. Ein Bahnanschluss besteht nicht mehr. Bis 1992 war Kanie Iławeckie (Salwarschienen, bis 1916 Sallwarschienen) die nächste Bahnstation an der Bahnstrecke (Königsberg–) Zinten–Heilsberg–Rothfließ (–Niedersee).